# Maria Schöne
Maria Schöne (* 23. April 1987 in Großröhrsdorf) ist eine deutsche Schachspielerin. 2009 erhielt sie von der FIDE den Titel Internationaler Meister der Frauen (WIM).

## Schach
Im Alter von 9 Jahren lernte Maria Schöne von ihrem Vater das Schachspielen. 1997 wurde sie Mitglied des SV Fortschritt Großharthau und drei Jahre später wechselte sie zum SC 1911 Großröhrsdorf. Der Großmeister Zigurds Lanka war einer ihrer Trainer. Aufgrund eines 2005 begonnenen Studiums der Psychologie kam sie nach Magdeburg. Ihrem Heimatverein blieb sie jedoch als Nachwuchstrainerin treu. Kriminalpsychologie ist ihr Berufswunsch.

### Jugendturniere (Auswahl)

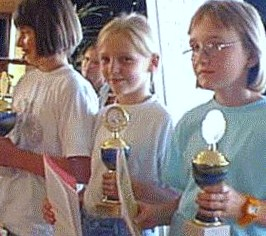
Erste Drei der U11 weiblich in Oberhof 1998:
Friederike Wolk, Sandra Krege, Maria Schöne

Bei ihrer ersten Deutschen Jugendmeisterschaft 1998 in Oberhof erreichte sie mit 6½ aus 11 in der U11 einen 3. Platz bei den Mädchen, hinter Friederike Wolk und Sandra Krege. 1999 war es dann in Oberhof bereits ein zweiter Platz bei den Mädchen U12 hinter Sandra Krege. Erste wurde sie 2001 mit 8 aus 9 bei den Mädchen U14 in Willingen vor Sandra Krege und Annett Hofmann. 2002 gewann sie ein zweites Mal die Deutsche Jugendmeisterschaft der Mädchen, und zwar in Winterberg bei der U16 mit 7 aus 9 vor Helene Romakin und Elvira Mass. 2003 war es dann in Willingen ein dritter Platz in der U18w hinter Olga Vaideslaver und Sonja Häcker.
2004 spielte sie bei der Jugendeuropameisterschaft U18 weiblich in Ürgüp und holte 5 aus 9, Salome Melia gewann die Meisterschaft. 2005 erreichte sie bei der Jugendeuropameisterschaft U18 weiblich in Herceg Novi ebenfalls 5 aus 9, als Salome Melia nochmals Erste wurde. Bei der Juniorinnen-Weltmeisterschaft 2006 in Jerewan, die Shen Yang gewann, erzielte Maria Schöne 50 Prozent.

### Open und Frauenturnier (Auswahl)
Als Mädchen holte sie 2001 beim Open in Leutersdorf 5 Punkte aus 9 Partien. Mathias Womacka gewann das Open.
Es folgten 2002 die Offene Internationale Bayerische Meisterschaft 2002 in Bad Wiessee (5 aus 9), 2003 das Schachfestival ZMD-Open in Dresden (4½ aus 9), 2004 das FAIR-Open in Jena (5 aus 9) und das ZMD-Open 2005 in Dresden (5½ aus 9).
Beim Radebeuler Open 2006 belegte sie mit einer DWZ-Leistung von 2488 sensationell den ersten Platz. Dabei besiegte sie auch ihren Trainer Zigurds Lanka, der am Ende Zweiter wurde. Bei der Frauen-Europameisterschaft 2007 in Dresden erspielte sie mit 5½ aus 11 ihre erste Großmeisternorm der Frauen. Tatjana Kossinzewa gewann diese Europameisterschaft. Beim Gibraltar Masters 2010 erreichte sie 50 Prozent. 2012 beim 18. Radebeuler Schach-Open holte sie 5½ aus 7.

### Nationalmannschaft
Maria Schöne spielte bei der Schacholympiade 2008 in Dresden am zweiten Brett der zweiten Frauenmannschaft Deutschlands. Außerdem nahm sie an der Mannschaftsweltmeisterschaft der Frauen 2007, der Mannschaftseuropameisterschaft der Frauen 2009 und dem Mitropacup der Frauen 2008 teil, bei dem sie mit der Mannschaft den zweiten Platz erreichte.

### Vereine
Als Jugendliche spielte Maria Schöne zunächst für den SV Fortschritt Großharthau, später für den SC 1911 Großröhrsdorf. 2008 wechselte sie zum Oberligaverein Aufbau Elbe Magdeburg. In der Saison 2009/10 spielte Maria Schöne für den Erfurter SK in der 1. Bundesliga und erreichte 2 Punkte aus 15 Partien. Ihre Gewinnpartie gegen Vlastimil Babula wurde zur Partie der Saison gewählt. Seit 2010 spielt sie erneut für Aufbau Elbe Magdeburg.
In der Frauenbundesliga spielte sie von 2001 bis 2009 als Gastspielerin für den Dresdner SC (ab 2006 USV TU Dresden), mit dem sie 2002 und 2006 die Meisterschaft gewann, seit 2009 ist sie Gastspielerin beim SC Bad Königshofen, mit dem sie 2014, 2019 und 2021 den Titel gewann sowie 2014 am European Club Cup der Frauen teilnahm. In der britischen Four Nations Chess League spielte Schöne in der Saison 2016/17 für die Celtic Tigers.

### Sonstiges
Im März 2009 wurde Schöne zur Internationalen Meisterin der Frauen (WIM) ernannt, die erforderlichen Normen erfüllte sie in Dresden, und zwar bei der Einzel-Europameisterschaft der Frauen 2007 und bei der Schacholympiade der Frauen 2008.